# Dragoș Chitic
Dragoș Chitic (n. 8 noiembrie 1967, Piatra-Neamț, Neamț, România) este un politician din România, primar ales în 5 iunie 2016 al municipiului Piatra Neamț din partea PNL. 
Din anul 2014 și până în momentul alegerii sale a fost primar interimar. Mandatul a început după demisia fostului primar Gheorghe Ștefan, pe fondul problemelor penale ale acestuia.
1. ↑  Rezultatele alegerilor locale din 2016, Biroul Electoral Central, accesat în 11 septembrie 2020